# فرودگاه وجر
فرودگاه وجر  (به انگلیسی: Wajir Airport)  یک فرودگاه همگانی، غیرنظامی  با کد یاتا WJR است که یک باند فرود آسفالت دارد و طول باند آن ۲۸۰۲ متر است. این فرودگاه در  کشور کنیا قرار دارد و در ارتفاع ۲۳۵ متری از سطح دریا واقع شده است.

## شرکت‌های هواپیمایی و مقصدهای پروازی
Wajir Airport handles about seven flights per day. As of September 2012, civil flights are offered twice a week by Echo. Most flights, however, are cargo. Some charter and military flights are additionally accommodated. Flights from Somalia must make a stop-over in Wajir Airport. 
| شرکت‌های هواپیمایی | مقصدهای پروازی      |
| ----------------- | ------------------- |
| Fly-SAX           | جومو کنیاتا، ویلسون |